# Parts of Kesteven
Parts of Kesteven var en grevskap 1889–1974 när det uppgick i Lincolnshire, i England. Grevskap hade 134 842 invånare år 1961. Sleaford var det administrativa centrumet.

## Distrikt
- Bourne
- Bourne (fram till 1931)
- Bracebridge (fram till 1920)
- Branston (fram till 1931)
- Claypole (fram till 1931)
- East Kesteven (fram 1931)
- Grantham
- Grantham (fram till 1931)
- North Kesteven (fram 1931)
- Ruskington (fram till 1931)
- Sleaford (fram till 1931)
- Sleaford
- South Kesteven (fram 1931)
- Spalding (fram till 1930)
- Stamford
- Uffington (fram till 1931)
- West Kesteven (fram 1931)[3]